# Eurominority
Eurominority (Organització de les Minories Nacionals) és una organització no governamental creada el 1999 per Mikael Bodlore-Penlaez, Darko Gavrovski, Perdu Perra i Johannes Hofmeister per tal de defensar i difondre informació de les nacions sense estat, minories nacionals i culturals, pobles autòctons, grups ètnics, territoris específics amb fort particularisme i amb tendències separatistes a Europa que ha estat usada per a diversos estudis sobre minories a la Unió Europea i Canadà. La seu és a Kemper (Bretanya).
Manté una xarxa de 114 corresponsals i una base de dades en trenta llengües, entre elles el català, que ofereix notícies (en francès, anglès i la llengua de la minoria) sobre la situació de les diferents minories. Compta amb una pàgina web des de la qual es poden descarregar mapes temàtics i cartells elaborats pel grup sobre les situacions de les diferents minories i nacions sense estat, i on hom pot adherir-se a peticions en línia a favor de les llengües minoritàries. El 2007 va patir atacs de pirates informàtics atribuïts al govern de Turquia per incloure Kurdistan com a nació diferenciada dins el mapa editat per Eurominority.